# Strzelectwo na Letnich Igrzyskach Olimpijskich 2020 – pistolet pneumatyczny, 10 m (mężczyźni)
Strzelanie z pistoletu pneumatycznego z 10 metrów mężczyzn – konkurencja rozegrana 24 lipca 2021 roku podczas letnich igrzysk olimpijskich w Tokio.
Złoty medal zdobył Javad Foroughi, srebrny wywalczył Damir Mikec, natomiast brązowy Pang Wei. Dla reprezentacji Iranu był to pierwszy w historii medal olimpijski zdobyty w strzelectwie.

## Opis
W kwalifikacjach wystąpiło 36 zawodników. Każdy z nich oddał 60 strzałów z odległości 10 metrów. Maksymalna wartość za pojedynczy strzał wynosiła 10 punktów. Przy jednakowej ilości zdobytych punktów przez co najmniej dwóch zawodników, decydowała liczba strzałów trafionych w pole o wartości 10 punktów. Do finału awansowało ośmiu najlepszych strzelców.
W decydującej rundzie do punktacji nie wliczano wyników z fazy eliminacyjnej. Finałowa runda liczyła 24 strzały. Od 12. rundy po każdej parzystej odpadał najsłabszy zawodnik, aż do 22. rundy, po której zostało dwóch najlepszych strzelców. Za pojedynczy strzał można było zdobyć maksymalnie 10,9 punktu.

## Terminarz
| Data          | Godzina |              |
| ------------- | ------- | ------------ |
| 24 lipca 2021 | 13:00   | Kwalifikacje |
| 24 lipca 2021 | 15:30   | Finał        |

## Rekordy
Rekordy świata i olimpijskie przed rozpoczęciem zawodów:
Runda kwalifikacyjna – 60 strzałów
| WR | Jin Jong-oh        | 594 | Changwon | 12 kwietnia 2009 |
| OR | Michaił Niestrujew | 591 | Ateny    | 14 sierpnia 2004 |

Runda finałowa – 20 strzałów
| WR | Kim Song-guk | 246,5 | Doha | 11 listopada 2019 |
| OR | brak         | –     | –    | –                 |

## Wyniki
Źródła:

### Kwalifikacje
| Pozycja | Zawodnik              | Reprezentacja      | Suma    | Uwagi |
| ------- | --------------------- | ------------------ | ------- | ----- |
| 1       | Saurabh Chaudhary     | Indie              | 586-28x | Q     |
| 2       | Zhang Bowen           | Chiny              | 586-18x | Q     |
| 3       | Christian Reitz       | Niemcy             | 584-21x | Q     |
| 4       | Pawło Korostyłow      | Ukraina            | 581-15x | Q     |
| 5       | Javad Foroughi        | Iran               | 580-25x | Q     |
| 6       | Kim Mo-se             | Korea Południowa   | 579-20x | Q     |
| 7       | Pang Wei              | Chiny              | 578-22x | Q     |
| 8       | Damir Mikec           | Serbia             | 578-21x | Q     |
| 9       | Gulfam Joseph         | Pakistan           | 578-13x |       |
| 10      | James Hall            | Stany Zjednoczone  | 577-23x |       |
| 11      | Artiom Czernousow     | ROC                | 577-15x |       |
| 12      | Enchtajwany Dawaachüü | Mongolia           | 577-8x  |       |
| 13      | Nickolaus Mowrer      | Stany Zjednoczone  | 576-22x |       |
| 14      | Ye Tun Naung          | Mjanma             | 576-17x |       |
| 15      | Jin Jong-oh           | Korea Południowa   | 576-17x |       |
| 16      | Kojiro Horimizu       | Japonia            | 576-13x |       |
| 17      | Abhishek Verma        | Indie              | 575-19x |       |
| 18      | Ołeh Omelczuk         | Ukraina            | 575-14x |       |
| 19      | Jorge Grau            | Kuba               | 574-16x |       |
| 20      | Ruslan Lunev          | Azerbejdżan        | 574-14x |       |
| 21      | Borjan Brankowski     | Macedonia Północna | 573-20x |       |
| 22      | Hoàng Xuân Vinh       | Wietnam            | 573-16x |       |
| 23      | Wadim Muchamietjanow  | ROC                | 573-16x |       |
| 24      | Yusuf Dikeç           | Turcja             | 572-19x |       |
| 25      | İsmail Keleş          | Turcja             | 572-17x |       |
| 26      | Paolo Monna           | Włochy             | 570-23x |       |
| 27      | Juraj Tužinský        | Słowacja           | 570-14x |       |
| 28      | Ásgeir Sigurgeirsson  | Islandia           | 570-13x |       |
| 29      | Marko Carrillo        | Peru               | 569-14x |       |
| 30      | Daniel Repacholi      | Australia          | 568-15x |       |
| 31      | Samy Abdel Razek      | Egipt              | 567-11x |       |
| 32      | Felipe Wu             | Brazylia           | 566-15x |       |
| 33      | Peter Oleesk          | Estonia            | 564-8x  |       |
| 34      | Ala Al-Othmani        | Tunezja            | 563-16x |       |
| 35      | Philip Elhage         | Aruba              | 556-6x  |       |
| 36      | Edwin Barberena       | Nikaragua          | 554-10x |       |

### Finał
| Pozycja | Zawodnik          | Reprezentacja    | Suma  | Uwagi |
| ------- | ----------------- | ---------------- | ----- | ----- |
|         | Javad Foroughi    | Iran             | 244,8 | OR    |
|         | Damir Mikec       | Serbia           | 237,9 |       |
|         | Pang Wei          | Chiny            | 217,6 |       |
| 4       | Pawło Korostyłow  | Ukraina          | 198,9 |       |
| 5       | Christian Reitz   | Niemcy           | 176,6 |       |
| 6       | Zhang Bowen       | Chiny            | 158,2 |       |
| 7       | Saurabh Chaudhary | Indie            | 137,4 |       |
| 8       | Kim Mo-se         | Korea Południowa | 115,8 |       |